# Schwarz-Silber
Der Schwarz-Silber e. V. ist ein Tanzsportverein in Frankfurt am Main. Er gehört aufgrund seiner über 600 Mitglieder (Stand: 2021) zu den großen Tanzsportvereinen in Deutschland. Rund 270 Mitglieder sind in Gesellschaftstanz-Gruppen aktiv. Die Turniergruppen umfassen etwa 180 aktive Mitglieder. Circa 110 Kinder- und Jugendliche tanzen in dem „Kids & Teens“-Gruppen.

## Vereinsangebote

Clubheim Schwarz-Silber

Turniertanzgruppen für Paartanz werden in den Lateinamerikanischen Tänzen und Standardtänzen angeboten. Die Latein-Formationen des Vereins bilden drei Teams. Das A-Team tanzt in der 2. Bundesliga Süd, das B-Team in der Regionalliga Süd 1. Die Lateinformationen trainieren in FFM-Sachsenhausen und FFM-Höchst, die Standard-Turnierpaare in FFM-Bergen-Enkheim.
Gesellschaftstanzgruppen bestehen in den Frankfurter Stadtteilen Bornheim, Fechenheim, Sachsenhausen und Sossenheim. Auch in Hofheim am Taunus bestehen Trainingsangebote für Breitensportler. Drei Discofoxgruppen stellen ein weiteres Standbein des Vereins dar. Die Discofox-Tänzer trainieren im Clubheim in FFM-Fechenheim auf den drei Niveaustufen „Start!“, „Go!“ und „Sprint!“.
Außerdem können tanzinteressierte Einzelpersonen in verschiedenen Vereinsangeboten (wie z. B. „Dance to be fit“) ihre Fitness steigern. „Tanzen für Kinder“ und Hip-Hop werden in FFM-Fechenheim und in FFM-Sossenheim angeboten. Gymnastikgruppen bestehen in den Frankfurter Stadtteilen Goldstein, Dornbusch und Bornheim.
Als Trainingsstätten nutzt der Schwarz-Silber vorwiegend Räume der SAALBAU GmbH.

## Trainerstab
Fast alle im Schwarz-Silber tätigen Trainerinnen und Trainer sind vom Deutschen Olympischen Sportbund und vom Deutschen Tanzsportverband ausgebildet und lizenziert. Daniela Orasanin (Trainer A Leistungssport Latein, ehemalige hessische Landestrainerin Latein) und Michael Mudrik trainieren die Latein-Tänzer. Die Standard-Turniertänzer werden von Sascha Karabey, Mika Tatarkin, Tasja Schulz-Novoselov, Anatoliy Novoselo und Birgit Fehrmann-Koschier trainiert. Außerdem unterweisen neun weitere Trainerinnen und Trainer die Mitglieder der Gesellschaftstanzgruppen und der weiteren Gruppen. Hinzu kommt eine DOSB-Übungsleiterin für die Mitglieder der Gymnastikgruppen. Die Discofox-Tänzer werden von den ehemaligen Deutschen Seniorenmeistern Martina Schulz und Matthias Kemmerer trainiert.

## Geschichte
Der Schwarz-Silber e. V., Club zur Pflege des Tanzsports, Frankfurt am Main, wurde im März 1949 gegründet. Am 15. März 1949 bestand der Verein aus 20 Mitgliedern. Am 1. Oktober 1951 veranstaltete der Schwarz-Silber sein erstes Tanzturnier im Gesellschaftshaus des Frankfurter Palmengartens. Auch schon Anfang der 1950er Jahre stellte sich die Frage: Woher gute Tanzmusik nehmen? Unter den Schwarz-Silber-Mitgliedern waren englische Schellackplatten am beliebtesten, insbesondere die von „Victor Silvester and his Ballroom Orchestra“.
Eine besondere Werbeaktion für den Tanzsport führte der Verein am 1. September 1956 durch. An diesem Samstagabend begann unter Scheinwerferlicht um 19:30 Uhr das erste Frankfurter Freiluft-Tanzturnier auf der Rollschuhbahn am Nizza am nördlichen Mainufer.
Im Jahr 1956 wurde die 100-Mitglieder-Marke überschritten, im Jahr 1969 die 200-Mitglieder-Marke erreicht. Bis zum Jahr 1974 stieg die Mitgliederzahl auf 362 Personen.
Die Schwarz-Silber-Abteilung in Hofheim am Taunus erblickte im Jahr 1979 das Licht der Welt. Bis zum Jahr 1986 erhöhte sich die Mitgliederzahl auf über 750 Personen.
Die ehemalige Abteilung „Tanz“ des PSV Blau-Gelb Sossenheim wurde im Juli 2006 angegliedert. Nachdem im Jahr 2015 in FFM-Fechenheim ein eigenes Clubhaus langfristig angemietet werden konnte, gründeten dort ehemalige Mitglieder des TSC Calypso Offenbach e. V. eine neue Schwarz-Silber-Abteilung. Mit der Bildung einer Gesellschaftstanzgruppe im „Haus der Jugend“ in FFM-Sachsenhausen wurde im Jahr 2020 erstmals der Main nach Süden hin überschritten. Nach Auflösung des Frankfurter Tanzsportvereins TSC Telos e. V. wechselten dessen Gymnastikgruppen und frühere Telos-Turnierpaare zum Schwarz-Silber.

## Veranstaltungen

Hessische Landesmeisterschaft am 28. August 2021

Der Schwarz-Silber richtete in den ersten 25 Jahren seines Bestehens insgesamt 176 Tanzturniere aus, davon zehn allein im Jahr 1965. Seit dem Jahr 1959 ist der Verein regelmäßig Ausrichter von Hessischen Landesmeisterschaften.
Gemeinsam mit anderen Frankfurter Tanzsportvereinen richtet der Schwarz-Silber alljährlich die „Mainhattan Dance Days“ aus.
Höhepunkte des Clublebens waren in früheren Jahren die veranstalteten Bälle. Die Frühlingsbälle in Hofheim am Taunus, die Frankfurter Schwarz-Weiß-Bälle jeweils im Herbst und die jährlich für die Kurverwaltung Bad Homburg vor der Höhe ausgerichteten Sonderklassenturniere waren gesellschaftliche Ereignisse, die auch von Nichtmitgliedern gerne besucht wurden.

## Erfolge

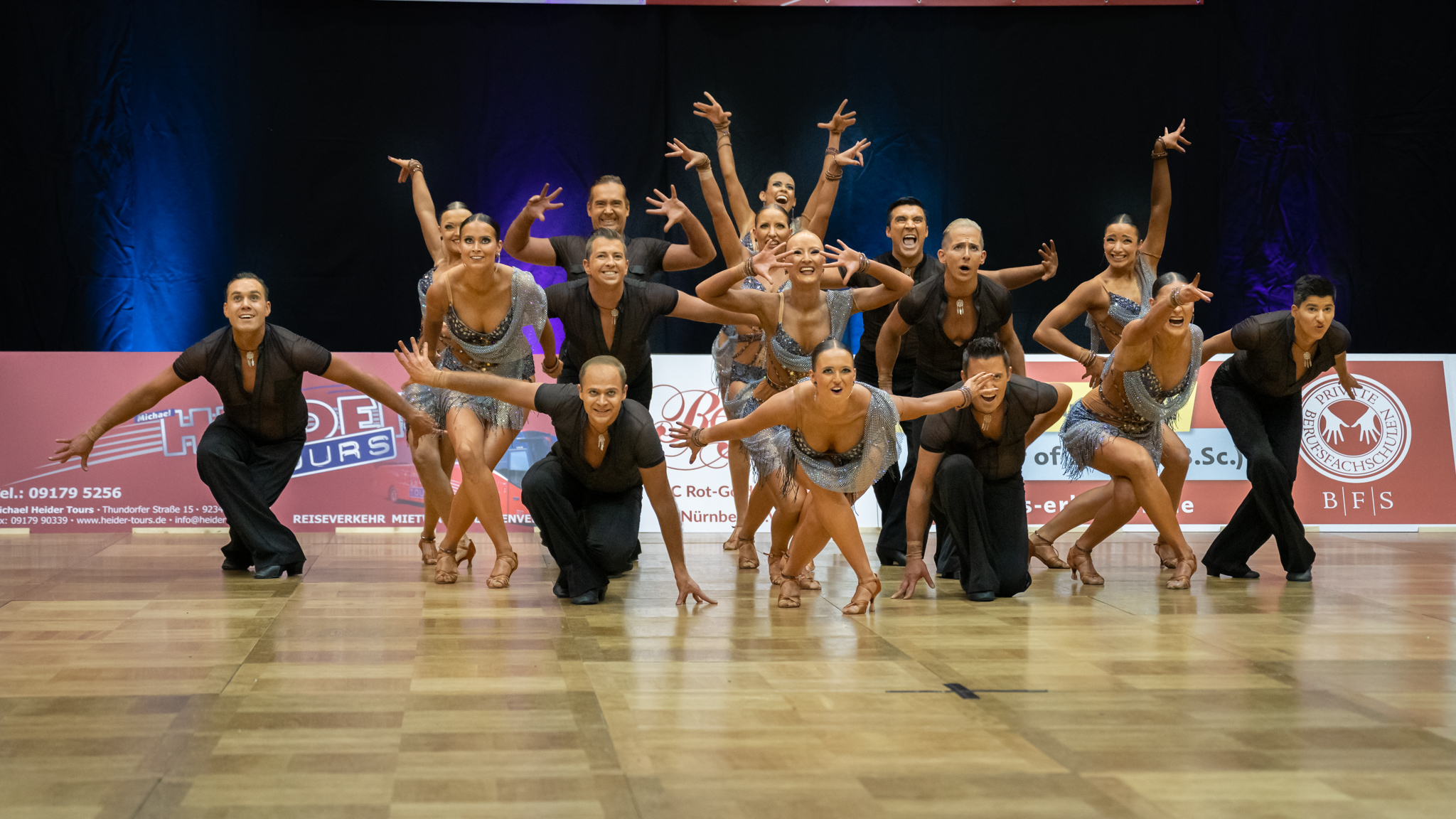
A-Formation Latein in der Saison 2022/23

Anfang der 1980er Jahre tanzte sowohl die Standardformation als auch die Lateinformation des Schwarz-Silbers in der Bundesliga.
In den Jahren 2006 und 2007 wurden Michael und Mihaela Ruhl Deutsche Meister in der Klasse Senioren I S-Standard.
Schwarz-Silber-Turnierpaare gewannen in der Vergangenheit zahlreiche Hessische Landesmeisterschaften.